# 蒲保明

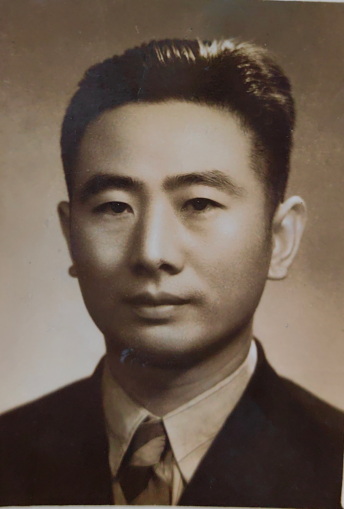
蒲保明

蒲保明（1910年8月—1988年2月22日），又名蒲保民，男，四川金堂人，中国数学家。他是最早研究收缩几何学的学者之一，1952年证明了实射影平面的蒲不等式。随后他主要研究领域为模糊数学。他是四川大学数学系教授，并长期担任系主任。

## 生平
1925年至1933年，蒲保明先后就读于成都教会学校高琦初级中学和华西协合高级中学。1933年，高中毕业的他考入成都的华西协合大学数理系。1937年毕业后，他在成都华美女中担任数学教师兼教导主任。1939年9月，他在中英庚款董事会中获得一个职位，任科学研究助理和科学工作人员，在四川大学数学系和武汉大学数学系作研究工作。蒲保明在李国平的帮助下研究半纯函数，发表了第一篇研究论文。
1941年9月，蒲保明于华西协合大学数学系任讲师，三年后升为副教授。1947年，获得国际红十字会提供的奖学金，赴美国叙拉古斯大学研究生院数学系攻读学位。1950年，蒲保民在美国叙拉古斯大学（即雪城大学）获得博士学位，导师为查尔斯·娄威纳，得到了1952年发表的论文中的结果，包含了实射影平面的蒲不等式与娄威纳环面不等式。根据叙拉古斯大学大学的记录，数学谱系计划显示他曾使用英文名 Frank。同年9月，任教于美国加州大学贝克莱分校。
1951年2月他回到中国，在华西协合大学数理系任教授。1952年院系大调整后，调到四川大学，培养了一批拓扑学者。在文化大革命其中，他的研究与工作曾被迫停止多年。
1981年，蒲保明成为中华人民共和国第一批基础数学博士导师。他晚年大多数论文都是关于模糊拓扑的。
1988年2月中旬，蒲保明因感冒入院，24日，突发心肌梗塞去世。

## 影响
根据 Google Scholar 提供的资料蒲保明的毕业论文从1952年被数学著作引用了87次，是数学上是很高的水准。他与刘应明在模糊拓扑上的工作，仍然经常被模糊数学领域的著作引用。

## 延伸阅读
- Marcel Berger. . Annales Scientifiques de l'École Normale Supérieure Sér. 4. 1972, 5 (1): 1–44. （原始内容存档于2011-06-05）.